# Anemone hokouensis
Anemone hokouensis är en ranunkelväxtart som beskrevs av Cheng Yih Wu och Wen Tsai Wang. Anemone hokouensis ingår i släktet sippor, och familjen ranunkelväxter. Inga underarter finns listade i Catalogue of Life.